# 大西秀明
大西 秀明（おおにし しゅうめい、1923年5月3日 - 没年不詳）は、日本の映画監督、脚本家、映画製作者である。当初、本名の大西 三郎（おおにし さぶろう）で俳優として活動、戦後、上記の筆名で助監督から監督へ昇進、のちに大西 孝典（おおにし こうてん）、橋本 忠典（はしもと ちゅうてん）とも名乗る。

## 人物・来歴

### 片岡千恵蔵の内弟子
1923年（大正12年）5月3日、京都府南桑田郡亀岡町（現在の同府亀岡市）に生まれる。
1938年（昭和13年）3月、旧制・亀岡尋常高等小学校（現在の亀岡市立亀岡小学校）を卒業、その3年後の1941年（昭和16年）、京都・太秦の日活京都撮影所（のちの大映京都撮影所）に入社、俳優課に配属される。「持ち前の明るい人柄」を評価され、前年に自らのプロダクションを解散して日活に入社して当時同社の看板スターだった片岡千恵蔵の内弟子になる。やがて第二次世界大戦に突入し、1942年（昭和17年）1月27日、戦時統合により日活の製作部門は他の2社と統合して大日本映画製作（のちの大映）を設立するが、大西は新会社へ継続入社している。記録に残るもっとも古い出演作は、大戦末期の1945年（昭和20年）4月22日に公開された市川右太衛門の主演作『紅顏鼓笛隊』（監督木村恵吾、1953年『暁の鼓笛隊』と改題）、あるいは同年7月12日に公開された片岡千恵蔵の主演作『東海水滸伝』（監督伊藤大輔・稲垣浩、1952年『東海二十八人衆』と改題）であり、俳優時代の大西は本名の三郎を名乗っていた。
終戦後も引き続き、大映京都撮影所俳優課に籍を置き、1946年（昭和21年）8月15日に公開された片岡の主演作『手袋を脱がす男』（監督森一生）等に出演するほか、同年12月31日に公開された片岡の主演作『七つの顔』（監督松田定次）に始まる「七つの顔シリーズ」のアヴァンタイトルを大西が考案、これが採用されている。この時期、『歩く人生』、『オレは日本の国に貸しがある』等の脚本も執筆した。1948年（昭和23年）10月の同社社長・永田雅一の舌禍により、同年12月28日に公開された『三十三の足跡』（監督松田定次）を最後に片岡が同社を退社、翌1949年（昭和24年）には東横映画（現在の東映）に移籍したが、大西もこれに同行する。大西は、片岡が主演した『獄門島』、続篇の『獄門島 解明篇』に「了沢」の役を得、同2作はそれぞれ同年11月20日、12月5日に公開された。

### 内田吐夢の推薦で監督に
東横映画は1951年（昭和26年）4月1日、他の2社と合併して東映を設立、同社撮影所は東映京都撮影所になるが、大西はひきつづき新会社に所属した。1953年（昭和28年）7月2日、当時は松竹京都撮影所に所属した阪東妻三郎が『あばれ獅子』（監督大曾根辰夫）撮影中に倒れ、そのまま5日後に死去してしまい、そこで大西の声帯模写の芸が買われ、阪東の代役としてアフレコをこなし、同作は無事、同年8月12日に公開された。同業他社への出張業務で多額のギャランティを手にした大西は、希望であった演出部への転向を運動し、翌1954年（昭和29年）には助監督に身分を変更を勝ち得た。演出部としての筆名を大西 秀明とする。同年まで中国に抑留されていた内田吐夢が復員して東映に入社、内田の復帰第1作『血槍富士』を初めとし、多くの内田作品の助監督を務めた。滝沢一によれば、大西が「人間的にも演出技術面においても最も影響を受け」たのは内田であったという。1956年（昭和31年）1月8日に公開された内田の復帰後第4作『黒田騒動』では「チーフ助監督」として、大西の名がクレジットされている。
1958年（昭和33年）、内田の監督作『大菩薩峠 第二部』のチーフ助監督を務めた大西は、内田の強力な推薦を得て、同年9月10日に公開される里見浩太郎の主演作『神州天馬侠』で監督に昇進する。以降、第二東映・ニュー東映の量産期を通じ、合計18作の時代劇映画を監督する。1964年（昭和39年）には、京都撮影所長に復帰した岡田茂が断行する第1次人員整理が始まり、これを機に同年6月20日に公開された近衛十四郎の主演作『悪坊主侠客伝』を最後に同社を退社した。

### 黎明期の成人映画へ
東映退社後の大西は、白川良夫が代表取締役、山内敏男が取締役本部長を務める新映プロダクションで成人映画『BG物語 好きならあげる』を監督、独立系成人映画の世界に進出した。同作は、東映京都撮影所の大部屋女優であった井瀬昌枝（のちの加山恵子）を起用して「井瀬須子」の名でクレジットし、1965年（昭和40年）5月に公開された。井瀬は東映にまだ籍があり、前年に設立された東映京都テレビプロダクションが同年に製作したテレビ映画『新選組血風録』第13話『強襲十津川屋敷』（監督佐々木康）に出演、同作が同年10月3日に放映されているが、同作を最後に退社、「加山恵子」と改称して同年11月に公開された『牝狼』（監督竜神昇）、『血と肉』（監督深田金之助）に主演した。大西は、同年8月に公開された『愛欲』以降、大西 孝典と改称した。翌1966年（昭和41年）1月公開の『鏡の秘事』ではふたたび加山を主演に起用、同年3月公開の『夜ひらく花』も加山を主演に撮り、大西は、同作を最後に新映プロダクションを去る。
『日本映画発達史』の田中純一郎は、同書のなかで成人映画黎明期のおもな脚本家・監督として、若松孝二、高木丈夫（本木荘二郎の変名）、小林悟、新藤孝衛、糸文弘、小川欽也、小森白、山本晋也、湯浅浪男、宮口圭、深田金之助、南部泰三、藤田潤一、小倉泰美、浅野辰雄、渡辺護、片岡均（水野洽の変名）、福田晴一の名を挙げたが、大西には触れていない。西原儀一は、既存の映画監督のなかでこの時期に成人映画を手がけた監督として、小川欽也、福田晴一、深田金之助、倉橋良介、田中徳三、萩原遼の名を挙げたが、大西には触れていない。大西が成人映画に転向した1965年は、山本晋也、渡辺護、向井寛らの監督デビュー年と同一であり、大西は成人映画黎明期の映画作家であるといえる。1966年9月に公開された『甘い吐息』以降は、映建工芸が製作する作品を大西自らが製作・監督した。1969年（昭和44年）2月に公開された『甘きつつ噛む』を加山を主演に製作・監督したが、大西は「健康を害して」映画界を引退した。同作を最後に加山も映画界を退いている。
大西が満53歳であった1976年（昭和51年）12月24日に発行された『日本映画監督全集』の大西の項によれば、引退後は京都・太秦の帷子ノ辻駅付近に「アテンション・プリーズ」という名の喫茶店を経営していたという。結婚年等は伝えられていないが、一男一女を残した。2015年（平成27年）現在、同店は存在しない。没年不詳。

## フィルモグラフィ

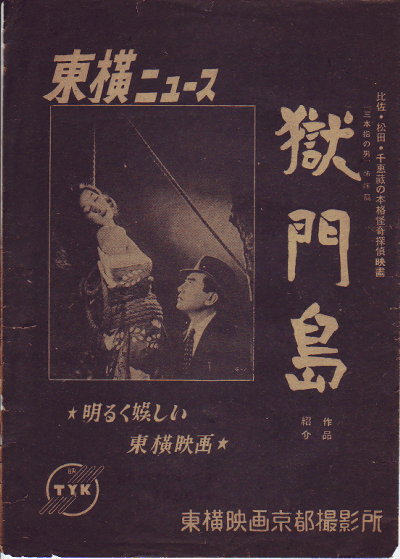
『獄門島』作品紹介、『東横ニュース』（東横映画、1949年）。

特筆以外はすべて「大西秀明」名義、「監督」である。東京国立近代美術館フィルムセンター（NFC）等の所蔵状況についても記す。

### 1940年代
- 『紅顏鼓笛隊』（1953年改題『暁の鼓笛隊』） : 監督・脚本木村恵吾、原作・脚本波多謙治、主演市川右太衛門、製作大映京都撮影所、配給映画配給社、1945年4月22日公開（紅系） - 「大西三郎」名義で出演
- 『東海水滸伝』（1952年改題『東海二十八人衆』） : 監督伊藤大輔・稲垣浩、脚本八尋不二・稲垣浩、主演片岡千恵蔵、製作大映京都撮影所、配給映画配給社、1945年7月12日公開（1952年・映倫番号 S-122） - 「大西三郎」名義で出演
- 『手袋を脱がす男』 : 監督森一生、原案須田鐘太・服部静夫、脚本井上金太郎・木村恵吾、主演片岡千恵蔵、製作大映京都撮影所、配給大映、1946年8月15日公開（映倫番号 A-259） - 「大西三郎」名義で出演
- 『槍おどり五十三次』 : 監督森一生、脚本伊藤大輔、主演市川右太衛門、製作大映京都撮影所、配給大映、1946年11月26日公開 - 「大西三郎」名義で出演・「淺次」役、78分の上映用ポジプリントをNFCが所蔵[2]

- 『獄門島』 : 製作・企画マキノ光雄、監督松田定次、原作横溝正史、脚本比佐芳武、主演片岡千恵蔵、製作東横映画、配給東京映画配給、1949年11月20日公開 - 「大西三郎」名義で出演・「了沢」役、102分の上映用ポジプリントをNFCが所蔵[2]
- 『獄門島 解明篇』 : 製作・企画マキノ光雄、監督松田定次、原作横溝正史、脚本比佐芳武、主演片岡千恵蔵、製作東横映画、配給東京映画配給、1949年12月5日公開 - 「大西三郎」名義で出演・「了沢」役

### 1950年代

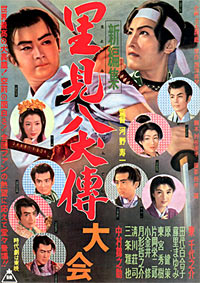
『里見八犬伝』（監督河野寿一、1954年）。

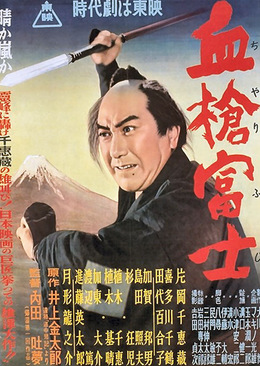
『血槍富士』（監督内田吐夢、1955年）の助監督を務める。

- 『日本戦歿学生の手記 きけ、わだつみの声』 : 製作マキノ満男、企画坪井與、監督関川秀雄、構成八木保太郎、脚本舟橋和郎、主演伊豆肇、製作東横映画、配給東京映画配給、1950年6月15日公開 - 「大西三郎」名義で出演、107分の上映用ポジプリントをNFCが所蔵[2]
- 『殺陣師段平』 : 製作マキノ光雄、企画坪井與・柳川武夫、監督マキノ雅弘、原作長谷川幸延、脚色黒澤明、主演市川右太衛門・月形龍之介、製作東横映画、配給東京映画配給、1950年8月26日公開 - 「大西三郎」名義で出演・「電報配達夫」役、104分の上映用ポジプリントをNFCが所蔵[2]
- 『赤穂城』 : 監督萩原遼、原作住吉山声、脚本民門敏雄、主演片岡千恵蔵、製作東映京都撮影所、配給東映、1952年4月24日公開 - 「大西三郎」名義で出演・「畳屋職人若者」役、81分の上映用ポジプリントをNFCが所蔵[2]・82分の原版が現存・東映チャンネルが放映
- 『暴力』 : 監督吉村公三郎、脚本新藤兼人、主演日高澄子、製作東映京都撮影所、配給東映、1952年8月26日公開 - 「大西三郎」名義で出演、86分の上映用ポジプリントをNFCが所蔵[2]・87分の原版が現存・東映チャンネルが放映
- 『忠治旅日記 逢初道中』 : 監督佐々木康、脚本比佐芳武、主演片岡千恵蔵、製作東映京都撮影所、配給東映、1952年10月16日公開 - 「大西三郎」名義で出演

- 『続南国太平記 薩南の嵐』 : 監督渡辺邦男、原作直木三十五、脚本高岩肇、主演片岡千恵蔵、製作東映京都撮影所、配給東映、1954年2月3日公開 - 「大西三郎」名義で出演・「大工常公」役、104分の原版が現存・東映チャンネルが放映[25]
- 『血ざくら判官』 : 監督萩原遼、脚本高岩肇、主演片岡千恵蔵、製作東映京都撮影所、配給東映、1954年3月17日公開 - 「大西三郎」名義で出演・「研甚」役
- 『女間者秘聞 赤穂浪士』 : 監督佐々木康、原作山上伊太郎・住吉山声、脚本八尋不二、主演片岡千恵蔵、製作東映京都撮影所、配給東映、1953年4月1日公開 - 「大西三郎」名義で出演・「立花家家臣」役、128分の上映用ポジプリントをNFCが所蔵[2]・東映チャンネルが放映
- 『大菩薩峠 第三部 龍神の巻 間の山の巻』 : 監督・脚本渡辺邦男、原作中里介山、主演片岡千恵蔵、製作東映京都撮影所、配給東映、1953年6月17日公開 - 「大西三郎」名義で出演・「惣太」役、90分の上映用ポジプリントをNFCが所蔵[2]・91分の原版が現存・東映チャンネルが放映
- 『あばれ獅子』 : 監督大曾根辰夫、原作子母沢寛、脚色八住利雄、主演阪東妻三郎、製作松竹京都撮影所、配給松竹、1953年8月12日公開 - 阪東妻三郎のアフレコ代役（ノンクレジット）[1]
- 『里見八犬伝』 : 監督河野寿一、原作滝沢馬琴、脚本村松道平、主演東千代之介、製作東映京都撮影所、配給東映、1954年5月31日公開 - 「大西三郎」名義で出演・「馬加鞍弥吾」役
- 『笛吹童子 第二部 妖術の斗爭』 : 監督萩原遼、脚本小川正、主演中村錦之助、製作東映京都撮影所、配給東映、1954年5月3日公開 - 「大西三郎」名義で出演・「鈍作」役、44分の上映用ポジプリントをNFCが所蔵[2]・東映チャンネルが放映

- 『血槍富士』 : 監督内田吐夢、原作井上金太郎、脚本三村伸太郎、脚色八尋不二・民門敏雄、主演片岡千恵蔵、製作東映京都撮影所、配給東映、1955年2月27日公開 - 助監督、95分の原版が現存・東映チャンネルが放映[26]
- 『歌舞伎十八番 鳴神 美女と怪龍』 : 監督吉村公三郎、脚本新藤兼人、主演河原崎長十郎、製作東映京都撮影所、配給東映、1955年10月3日公開 - チーフ助監督、99分の上映用ポジプリントをNFCが所蔵[2]・100分の原版が現存・東映チャンネルが放映[27]
- 『黒田騒動』 : 監督内田吐夢、原作北條秀司、脚本高岩肇、製作東映京都撮影所、配給東映、1956年1月8日公開 - チーフ助監督、108分の上映用ポジプリントをNFCが所蔵[2]・109分の原版が現存・東映チャンネルが放映[28]
- 『大菩薩峠 第二部』 : 製作大川博、企画玉木潤一郎・南里金春、監督内田吐夢、原作中里介山、脚本猪俣勝人・柴英三郎、製作東映京都撮影所、配給東映、1958年4月21日公開（映倫番号 10575） - チーフ助監督、105分の上映用ポジプリントをNFCが所蔵[2]・106分の原版が現存・東映チャンネルが放映[29]
- 『神州天馬侠』 : 企画田口直也・神戸由美、原作吉川英治、脚本結束信二、主演里見浩太郎、製作東映京都撮影所、配給東映、1958年9月10日公開（映倫番号 10815） - 監督、53分の上映用ポジプリントをNFCが所蔵[2]
- 『神州天馬侠 完結篇』 : 企画田口直也・神戸由美、原作吉川英治、脚本結束信二、主演里見浩太郎、製作東映京都撮影所、配給東映、1958年9月23日公開（映倫番号 10853） - 監督、51分の上映用ポジプリントをNFCが所蔵[2]
- 『紫頭巾』 : 企画玉木潤一郎、原作寿々喜多呂九平、脚本西川清之・高岩肇、主演片岡千恵蔵、製作東映京都撮影所、配給東映、1958年10月29日公開（映倫番号 10924） - 監督、85分の上映用16mmフィルム版ポジプリントをデジタル・ミームが所蔵[8]・88分の原版が現存・東映チャンネルが放映[30]
- 『唄しぐれ千両旅』 : 企画辻野公晴・橋本慶一、原作・脚本小川正、主演里見浩太郎、製作東映京都撮影所、配給東映、1959年2月18日公開（映倫番号 11104）
- 『長七郎旅日記 魔の影法師』 : 企画神戸由美、脚本永江勇、主演東千代之介、製作東映京都撮影所、配給東映、1959年10月7日公開（映倫番号 11411） - 監督、62分の原版が現存・東映チャンネルが放映[31]
- 『長七郎旅日記 はやぶさ天狗』 : 企画神戸由美、原作岸上礼三、脚本水島善弥、主演東千代之介、製作東映京都撮影所、配給東映、1959年11月24日公開（映倫番号 11410） - 監督、63分の原版が現存・東映チャンネルが放映[32]

### 1960年代
- 『次郎吉ばやし 千両小判』（『次郎吉囃子 千両小判』） : 企画神戸由美、原作陣出達朗、脚本野上竜雄、主演里見浩太郎、製作東映京都撮影所、配給東映、1960年7月20日公開（映倫番号 11780） - 監督、67分の原版が現存・東映チャンネルが放映[33]
- 『将棋大名 どくろ篇 まぼろし篇』 : 企画加藤邁、原作角田喜久雄、脚本土屋欣三・片岡昭寿、主演伏見扇太郎、製作東映京都撮影所、配給第二東映、1960年11月23日公開（映倫番号 11899/11900）
- 『江戸の朝風』 : 企画玉木潤一郎、原作山手樹一郎、脚本高岩肇、主演片岡千恵蔵、製作東映京都撮影所、配給東映、1960年11月29日公開（映倫番号 12061） - 監督、92分の原版が現存・東映チャンネルが放映[34]
- 『吸血死美人彫り』 : 企画吉辺恒生、脚本高田宏治、主演山城新伍、製作東映京都撮影所、配給ニュー東映、1961年5月28日公開（映倫番号 12334） - 監督、69分の原版が現存・東映チャンネルが放映[35]
- 『吸血怪人屋敷』 : 企画吉辺恒生、脚本高田宏治、主演山城新伍、製作東映京都撮影所、配給ニュー東映、1961年6月4日公開（映倫番号 12335） - 監督、70分の原版が現存・東映チャンネルが放映[36]
- 『首なし島の花嫁』 : 企画吉辺恒生、脚本片岡昭義、主演品川隆二、製作東映京都撮影所、配給東映、1961年11月15日公開（映倫番号 12522）
- 『べらんめえ長屋 喧嘩纏』 : 企画橋本慶一、脚本高橋稔、主演堺駿二、製作東映京都撮影所、配給東映、1962年2月7日公開（映倫番号 不明）
- 『壁の中の美女』 : 企画吉辺恒生、脚本水島善弥、主演品川隆二、製作東映京都撮影所、配給東映、1962年4月17日公開（映倫番号 12523）
- 『江戸っ子長屋』 : 企画橋本慶一、脚本高橋稔、主演山城新伍、製作東映京都撮影所、配給東映、1962年12月1日公開（映倫番号 12859）
- 『伝七捕物帖 女狐小判』 : 原作陣出達朗、脚本柳川真一、主演高田浩吉、製作東映京都撮影所、配給東映、1963年3月24日公開（映倫番号 13075） - 監督、83分の原版が現存・東映チャンネルが放映[37]
- 『めくら狼』 : 脚本笠原和夫、主演東千代之介、製作東映京都撮影所、配給東映、1963年9月29日公開（映倫番号 13321） - 監督、84分の原版が現存・東映チャンネルが放映[38]
- 『悪坊主侠客伝』 : 企画秋元隆夫・俊藤浩滋、脚本西村政治・河合勝巳、主演近衛十四郎、製作東映京都撮影所、配給東映、1964年6月20日公開（映倫番号 13536） - 監督・脚本、87分の原版が現存・東映チャンネルが放映[39]
- 『BG物語 好きならあげる』 : 主演井瀬須子、製作新映プロダクション、配給不明、1965年5月公開（成人映画・映倫番号 13922） - 監督（「小西秀明」名義とも[3][40]）

- 『山窩秘話・愛欲』[22]（『愛欲』） : 脚本飛田五郎、主演福井ゆき・島竜二、製作新映プロダクション、配給不明、1965年8月公開（成人映画・映倫番号 14138） - 「大西孝典」名義で監督[22]
- 『鏡の秘事』 : 脚本飛田五郎、主演加山恵子、製作新映プロダクション、配給新東宝興業関西、1966年1月公開（1965年11月公開とも[22]、成人映画・映倫番号 14269） - 「大西孝典」名義で監督[22]
- 『夜ひらく花』 : 脚本田坂麗子、主演加山恵子、製作新映プロダクション（新日本プロダクションとも[22]）、配給不明、1966年3月公開（成人映画・映倫番号 14452） - 「大西孝典」名義で監督
- 『甘い吐息』 : 脚本飛田五郎、主演谷口朱里、製作映建工芸、配給東京興映、1966年9月公開（成人映画・映倫番号 14573） - 「大西孝典」名義で製作・監督
- 『女郎妻』 : 主演加山恵子、製作映建工芸、配給新東宝興業関西、1966年10月公開（成人映画・映倫番号 不明） - 「大西孝典」名義で監督、上映用ポジプリントをNFCが所蔵[24]
- 『若い女に手を出すな』 : 製作映建工芸、配給東京興映、1967年8月11日公開（成人映画・映倫番号 14909） - 「大西孝典」名義で監督
- 『ハダカで今晩は』 : 製作映建工芸、配給東京興映、1967年9月12日公開（成人映画・映倫番号 14908） - 「大西孝典」名義で監督
- 『みだれつぼ』 : 主演加山恵子、製作映建工芸、配給不明、1967年公開（成人映画・映倫番号 不明） - 「橋本忠典」名義で監督[23]
- 『奥の手指南』 : 主演加山恵子、製作映建工芸、配給不明、1967年公開（成人映画・映倫番号 不明） - 「橋本忠典」名義で監督[23]
- 『続・女郎妻』 : 主演加山恵子、製作映建工芸、配給新東宝興業、1968年12月公開（成人映画・映倫番号 15427） - 「橋本忠典」名義で監督
- 『夜泣き肌』 : 脚本飛田五郎、主演祝真理、製作映建工芸、配給不明、1969年1月公開（成人映画・映倫番号 15426） - 「橋本忠典」名義で監督
- 『処女よさらば』 : 主演祝真理、製作映建工芸、配給不明、1969年2月公開（成人映画・映倫番号 15425） - 「橋本忠典」名義で監督
- 『甘きつつ噛む』[3][4][6]（ささやきつつかむ、『泣きつつ噛む』[21]） : 主演加山恵子、製作映建工芸、配給不明、1969年2月公開（成人映画・映倫番号 15428） - 「大西孝典」名義で監督